# Spitzer Bach (Donau)
Der Spitzer Bach ist ein linker Zufluss zur Donau bei Spitz in Niederösterreich.
Der Bach beginnt in zwei Quellbächen, von denen der größere beim Kleinen Jauerling (860 m ü. A.) und der kleinere näher beim Jauerling (960 m ü. A.) entspringt. Sein erster Zubringer ist der Gradischbach, der bereits vor Zeining den Freibach aufgenommen hat, welcher vom Nonnersdorfer Kreuz abfließt und damit das Einzugsgebiet begrenzt. Weitere Zubringer sind die links einfließenden Bäche Trandorfer Bach, Tobelbach, Amstaller Bach und Thurngraben, bis in Mühldorf der Ötzbach mündet, sein bedeutendster Zufluss, der aus dem Zusammenfluss von Eichberger Bach und Rundser Bach (samt Greimathgraben und Egelsgraben) entstand und in seinem Verlauf auch den Rannabach aufgenommen hat. Unterhalb von Mühldorf bildet der Spitzer Bach den stark eingeschnittenen Spitzer Graben und verfügt dort über viele kleine unbedeutende Zubringer, von denen nur der Benglbach, der Mahrbach (auch Marbach) und der Radlbach erwähnt werden sollen.
Knapp oberhalb des Zentrums von Spitz ergießt sich der Spitzer Bach in die Donau. Insgesamt umfasst sein Einzugsgebiet 64,9 km² in teilweise bewaldeter Landschaft.